# Heinrich Dernburg
Heinrich Dernburg (Magonza, 3 marzo 1829 – Charlottenburg, 25 novembre 1907) è stato un giurista tedesco.

## Opere
Lista parziale:
- Geschichte und Theorie der Kompensation (1854)
- Das Pfandrecht (1860-64)
- Die Institutionen des Gaius, ein Kollegienheft aus dem Jahre 161 nach Christi Geburt (1869)
- Lehrbuch des Preussischen Privatrechts und die Privatrechtnormen des Reiches (1871-80)
- Das Vormundschaftsrecht der Preussischen Monarchie (1886)
- Das Preussische Hypothekenrecht (1877)
- Pandekten (1884-87)
- Die Königliche Friedrich-Wilhelms-Universität Berlin in Ihrem Personalbestande seit Ihrer Einrichtung bis 1885 (1885)
- Das Bürgerliche Recht des Deutschen Reiches und Preussen (1898-1900)